# Cd (commande)
Pour les articles homonymes, voir CD (homonymie).
cd (ou parfois chdir, abréviation de l'anglais change directory) est une commande informatique disponible dans les interfaces en ligne de commande pour changer de répertoire courant,.
chdir est un appel système qui modifie l'attribut current working directory du processus qui l'invoque, cette fonction n'est pas un programme à part, et elle est intégrée à l'interpréteur de commandes.

## Utilisation dans lesshells
On spécifie comme premier paramètre le répertoire où l'on désire aller :
```
$>
 
cd
 
<répertoire>

```

Exemples :
```
$>
 
cd
 
/home

```

```
$>
 
cd
 
home

```

Lorsque le répertoire n'est pas spécifié, le répertoire personnel de l'utilisateur qui a lancé la commande est choisi.
En pratique, en utilisant « - » (moins) comme répertoire, cela a pour effet d'aller dans le répertoire où l'on se trouvait avant (un peu comme le bouton précédent d'un gestionnaire de fichiers). Le shell utilise en fait de façon transparente les variables d'environnement PWD (contenant le répertoire courant) et OLDPWD (contenant le répertoire précédent). Ainsi, lorsque l'on fait un cd -, le contenu de ces deux variables est échangé.

## Particularité
Lorsque l'on désire aller dans le répertoire parent, on spécifie le répertoire fictif .. (deux points). Cependant, dans le système d'exploitation MS-DOS, il est possible de taper uniquement cd.. en omettant l'espace qui les sépare, ce qui peut être déroutant pour les habitués de MS-DOS se trouvant devant un shell Unix.